# Alebroides victor
Alebroides victor är en insektsart som beskrevs av Irena Dworakowska 1994. Alebroides victor ingår i släktet Alebroides och familjen dvärgstritar. Inga underarter finns listade i Catalogue of Life.